# EarthBound (серия игр)
EarthBound, в Японии известная как Mother (яп. マザー мадза:, англ. Мать) — серия из трёх японских ролевых игр, выпущенных Nintendo. Автором идеи серии игр является известный японский писатель, эссеист и копирайтер Сигэсато Итои. Игровой процесс во многом навеян серией игр Dragon Quest, но антураж мира выполнен с оглядкой на Соединённые Штаты Америки конца XX века. Серия известна своим юмором, пародированием шаблонов жанра ролевых игр и необычностью в рамках жанра. В неё входят три игры: EarthBound Beginnings 1989 года выпуска для игровой приставки Famicom (в Японии вышедшая под названием Mother), EarthBound для Super Nintendo Entertainment System, увидевшая свет в 1994 году в Японии под названием Mother 2, и Mother 3 для  Game Boy Advance, изданная в 2006 году, но так и не вышедшая за пределами Японии. Хотя в Японии серия игр достаточно популярна и известна, на Западе серия не имела такой массовости, впрочем, обретя культовый статус.